# Johannes Willebrands

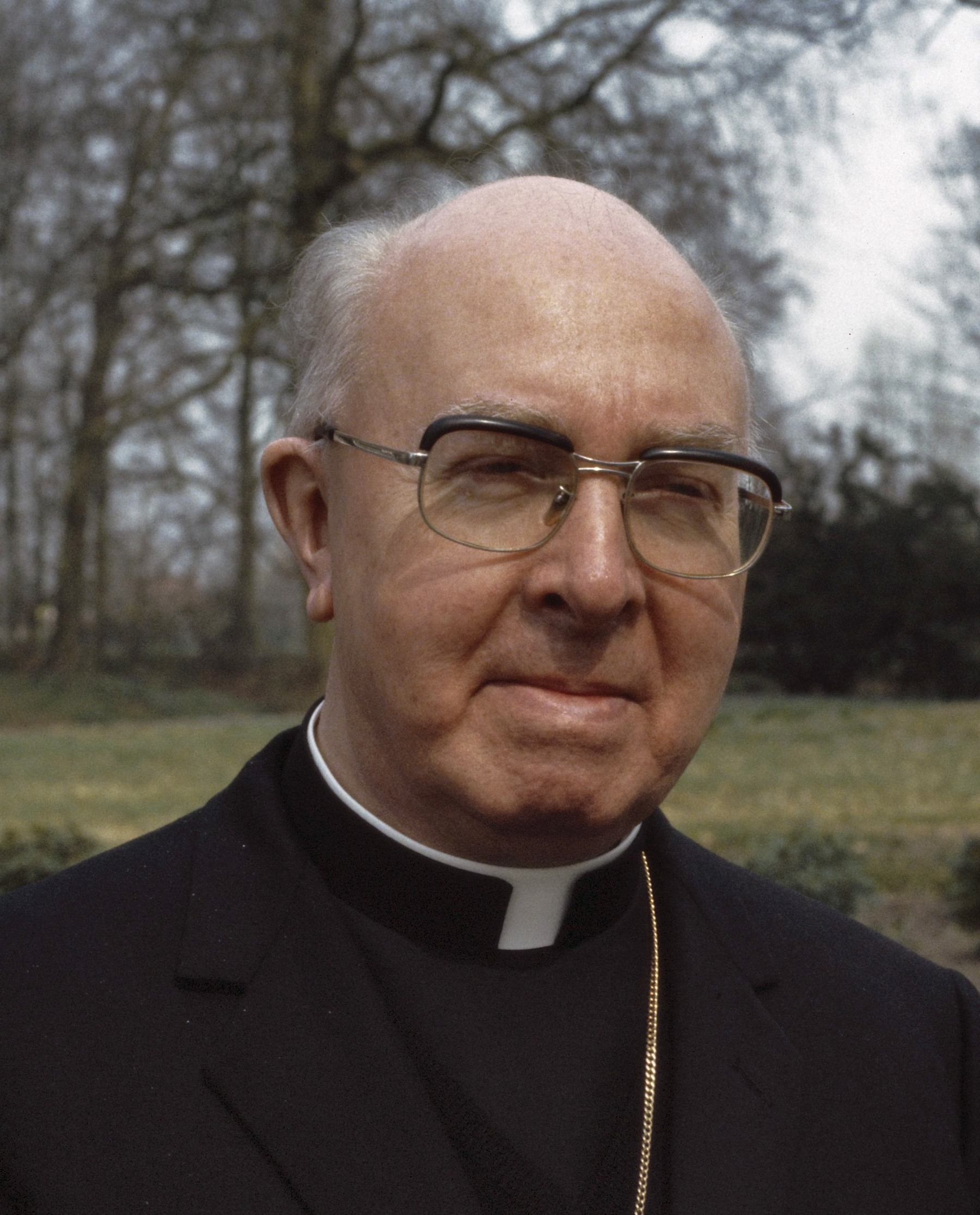
Johannes Kardinal Willebrands (1982)

Kardinalswappen

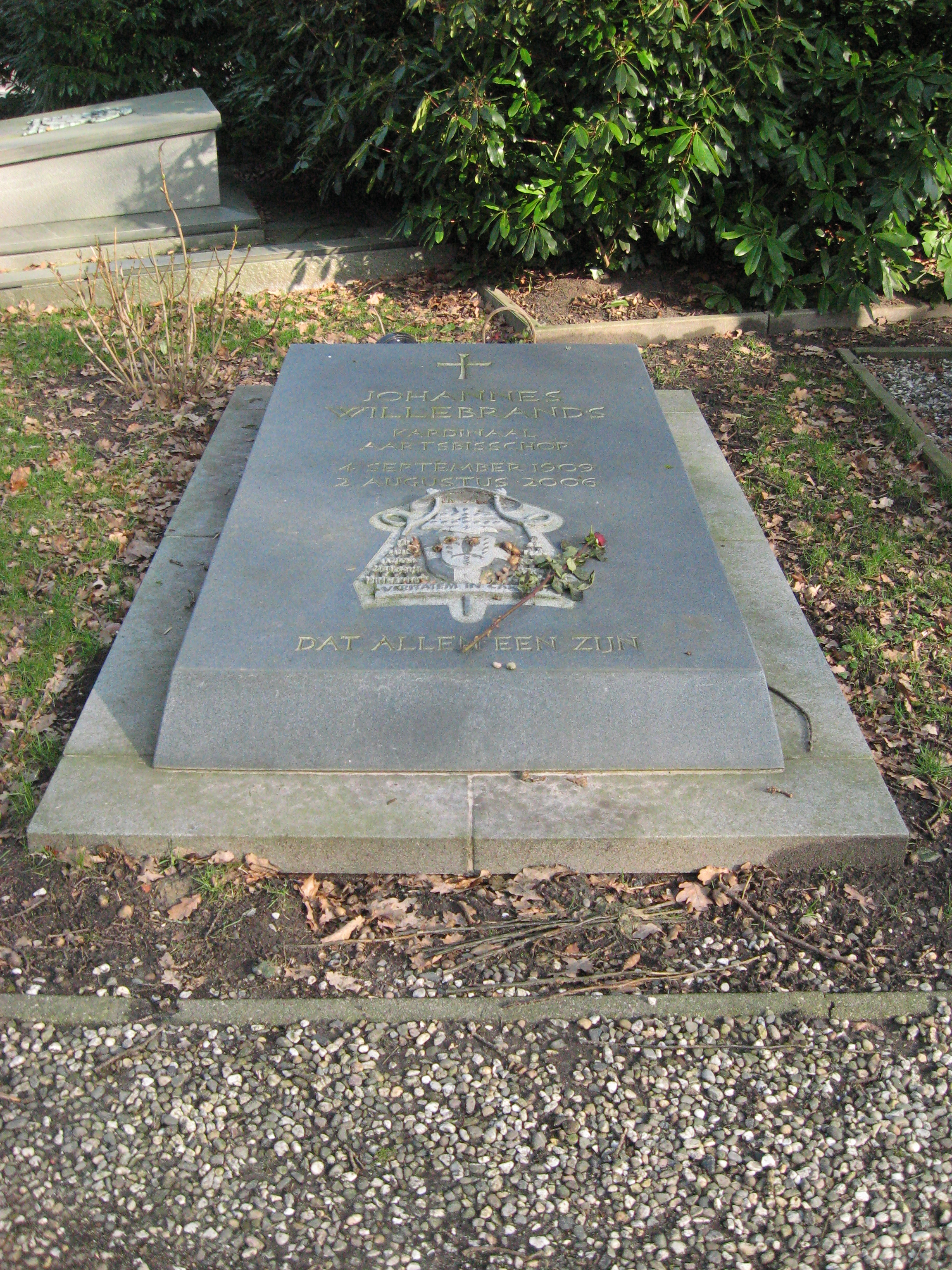
Grab des Kardinals mit dessen Wappen

Johannes Gerardus Maria Kardinal Willebrands (* 4. September 1909 in Bovenkarspel, Niederlande; † 2. August 2006 in Denekamp) war Erzbischof von Utrecht und Kurienkardinal der römisch-katholischen Kirche.

## Leben
Johannes Willebrands empfing nach theologischen und philosophischen Studien am 26. Mai 1934 das Sakrament der Priesterweihe. Anschließend studierte er drei Jahre lang in Rom, ehe er 1937 Kaplan in Amsterdam wurde. Ab 1940 dozierte er Philosophie am Priesterseminar von Warmond, dem er von 1945 an als Regens vorstand.
Als Präsident der Willibrord-Vereinigung engagierte er sich stark in ökumenischen Fragen und organisierte im Jahre 1951 in den Niederlanden eine katholische Konferenz zu Themen der Ökumene. 1960 berief ihn Papst Johannes XXIII. zum Sekretär des neu gegründeten Sekretariats für die Einheit der Christen. Johannes Willebrands war maßgeblich an der Ausarbeitung diverser Dokumente zu Fragen des Dialogs mit den nichtchristlichen Religionen, der Religionsfreiheit und der Ökumene während des Zweiten Vatikanischen Konzils beteiligt.
1964 empfing er nach seiner Ernennung zum Titularbischof von Mauriana durch Papst Paul VI. die Bischofsweihe und leitete von 1969 an als Präsident das Sekretariat für die Einheit der Christen. Zusammen mit Augustin Bea gab er den Anstoß zur Gründung der Katholischen Bibelföderation 1969. Paul VI. nahm Johannes Willebrands im Konsistorium vom 28. April 1969 als Kardinaldiakon mit der Titeldiakonie Santi Cosma e Damiano in das Kardinalskollegium auf. Am 6. Dezember 1975 übernahm er zudem die Leitung des Erzbistums Utrecht und das Amt des niederländischen Militärbischofs. Am gleichen Tag wurde er zum Kardinalpriester mit der Titelkirche San Sebastiano alle Catacombe erhoben.
Sein Militärbischofsamt legte er 1982 nieder und trat am 3. Dezember 1983 als Erzbischof von Utrecht zurück, nachdem er nahezu die Altersgrenze von 75 Jahren erreicht hatte. Vom 24. November 1985 bis zum 8. Dezember desselben Jahres war er Päpstlicher Delegat bei der zweiten außerordentlichen Versammlung der Bischofssynode. Im 80. Lebensjahr reichte Willebrands sein Rücktrittsgesuch vom Amt des Präsidenten des Päpstlichen Rates für die Förderung der Einheit der Christen ein, welches Papst Johannes Paul II. am 12. Dezember 1989 annahm. Von 1988 bis 1997 war er der letzte Kämmerer des Heiligen Kardinalskollegiums.
Willebrands war bis zu seinem Tod der älteste Kardinal weltweit; mit seinem Tod wurde Alfons Kardinal Stickler der älteste lebende Kardinal. Willebrands lebte zuletzt zurückgezogen in einem niederländischen Franziskanerinnen-Kloster.

## Ehrungen
1982 erhielt Johannes Willebrands die St.-Liborius-Medaille für Einheit und Frieden des Erzbistums Paderborn.